# Weinbaum (crater)
Weinbaum este un crater de impact de pe planeta Marte, din Mare Australe. Situat la 65,5°S latitudine și 245,4°V longitudine (65°30′S 114°36′E / 65.5°S 114.6°E), craterul are un diametru de 82 de kilometri (51 de mile). 
Este numit în onoarea scriitorului american de science fiction Stanley G. Weinbaum (1902–1935).  Numele a fost adoptat în 1973 de către Grupul de lucru al Uniunii Astronomice Internaționale (UIA) pentru Nomenclatura Sistemelor Planetare.